# Lumea de Dincolo antică mesopotamiană

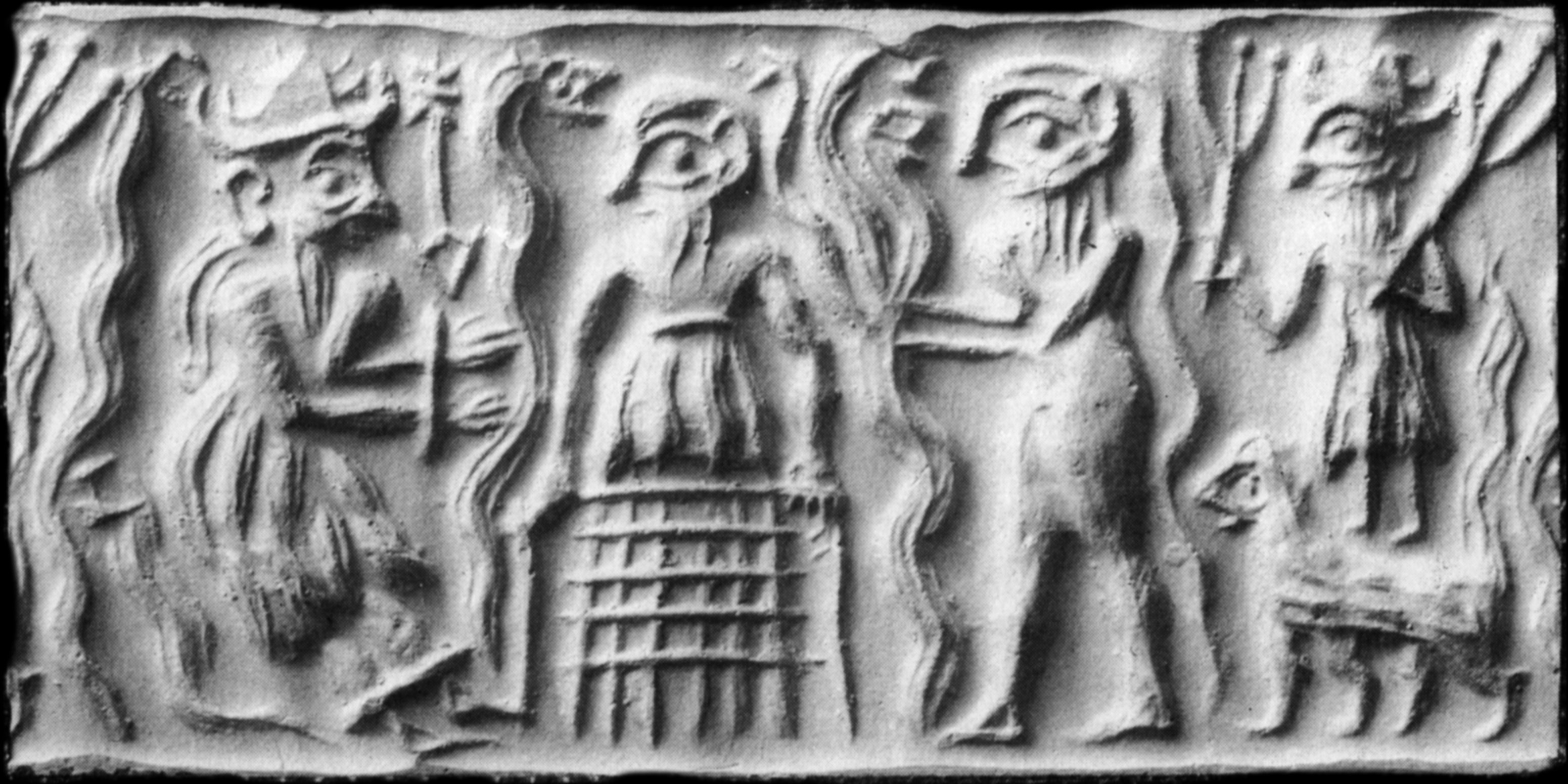
Zeul este torturat în Lumea de Dincolo de demoni galla

Lumea de Dincolo antică mesopotamiană, cunoscută cel mai adesea în limba sumeriană ca Irkalla, Kur, Kukku, Arali sau Kigal și în limba akkadiană sub numele de Erṣetu, care avea multe alte denumiri în ambele limbi, era o peșteră întunecată și tristă, situată adânc sub pământ, unde se credea că locuitorii continuă „o versiune tenebroasă a vieții de pe pământ”. Singura mâncare sau băutură era praful uscat, dar membrii familiei decedatului turnau libații pentru ca ei să poată să bea. În Lumea de Dincolo (subterană) sumeriană, nu a existat noțiunea de judecată definitivă a decedatului, iar morții nu erau nici pedepsiți, nici recompensați pentru faptele lor în viață. Calitatea existenței unei persoane în lumea de dincolo era determinată doar de condițiile lor de înmormântare. Uneori, morții sunt descriși ca fiind goi sau acoperiți cu pene ca păsările.
Conducătorul lumii de dincolo a fost zeița Ereshkigal⁠(d), care locuia în palatul Ganzir, folosit uneori ca nume pentru lumea de dincolo în sine. Soțul ei era fie Gugalanna⁠(d), „inspector-canal al lui Anu”, fie, mai ales în poveștile ulterioare, Nergal, zeul războiului. După perioada akkadiană (c. 2334–2154 î.Hr.), Nergal a preluat uneori rolul de conducător al lumii de dincolo. Cele șapte porți ale lumii de dincolo sunt păzite de un paznic, care este numit Neti în sumeriană. Zeul Namtar⁠(d) acționează ca Sukkal⁠(d) al lui Ereshkigal, sau însoțitor divin. Zeul muribund Dumuzid⁠(d) petrece jumătate din an în lumea de dincolo, în timp ce, în cealaltă jumătate, locul lui este luat de sora sa, zeița scribilor Geshtinanna⁠(d), care consemnează numele decedaților. Lumea de dincolo a fost, de asemenea, sălașul diverșilor demoni, inclusiv hidoasa devoratoare de copii Lamashtu⁠(d), înfricoșătorul demon al vântului și zeul protector Pazuzu și galla, care a târât muritorii în lumea de dincolo.
Pazuzu este un zeu demonic care a fost bine cunoscut babilonienilor și asirienilor de-a lungul primului mileniu î.Hr. El este prezentat cu „o față destul de canină, cu ochi anormal de bulbucați, un corp solzos, un penis cu cap de șarpe, ghearele unei păsări și, de obicei, cu aripi.” Se credea că este fiul zeului Hanbi. El a fost de obicei considerat ca fiind rău, dar ar putea fi uneori și o entitate binefăcătoare care a protejat împotriva vântului purtător de ciumă și se credea că el poate s-o forțeze pe Lamashtu să se ducă înapoi în lumea de dincolo. Amulete purtând imaginea lui au fost poziționate în locuințe pentru a proteja sugarii de Lamashtu, iar femeile însărcinate purtau frecvent amulete cu capul lui pe ele ca protecție împotriva zeiței demon Lamashtu.
Numele lui Šul-pa-e înseamnă „strălucire tinerească”, dar el nu a fost imaginat ca un zeu tânăr. Conform unei tradiții, el a fost soțul lui Ninhursag, o tradiție care contrazice portretizarea obișnuită a lui Enki ca soțul lui Ninhursag. Într-un poem sumerian, lui Šhul-pa-e i se fac ofrande în lumea de dincolo și, în mitologia ulterioară, el a fost unul dintre demonii lumii de dincolo.